# Castagnède (Pirineos Atlánticos)
Castagnède es una comuna francesa de la región de Aquitania en el departamento de Pirineos Atlánticos.
El topónimo Castagnède fue mencionado por primera vez en el siglo XIII con el nombre de Castaeda.

## Demografía
| 391 | 403 | 424 | 419 | 540 | 504 | 534 | 508 | 454 | 420 | 425 | 403 | 426 | 494 | 458 | 452 | 444 | 420 | 394 | 365 | 347 | 327 | 290 | 265 | 273 | 263 | 213 | 200 | 194 | 192 | 212 | 211 | 199 |
| Para los censos de 1962 a 1999 la población legal corresponde a la población sin duplicidades (Fuente: INSEE [Consultar]) |     |     |     |     |     |     |     |     |     |     |     |     |     |     |     |     |     |     |     |     |     |     |     |     |     |     |     |     |     |     |     |     |